# Lilla Lidingöbron
Le Lilla Lidingöbron, est un pont situé à Stockholm et Lidingö en Suède.

## Situation
Lilla Lidingöbron est un pont pour piétons et cyclistes ainsi que pour la Lidingöbanan, dont la construction a commencé à l'automne 2018 et qui remplace le Gamla Lidingöbron.
Le pont enjambe Lilla Värtan entre la commune de Stockholm et la commune de Lidingö.
Le 11 octobre 2022, la voie piétonne et cyclable a été ouverte à la circulation.
La Lidingöbanan était censée commencer à desservir le pont en mai 2023, mais en raison de problèmes techniques, le service n'a démarré que le 26 mai 2024.